# Курткьой (станція метро)
40°54′36″ пн. ш. 29°17′48″ сх. д. / 40.909881602174° пн. ш. 29.296684539958° сх. д.
Курткьой (тур. Kurtköy) — проміжна станція лінії М4 Стамбульського метро.
Розташована в мікрорайоні Курткьой району Пендік, Стамбул, Туреччина   
Відкрита 2 жовтня 2022 року у черзі Тавшантепе — Аеропорт Сабіха Гьокчен.

Конструкція — пілонна станція з укороченим центральним залом (глибина закладення — 30 м), має 3 ліфти та 12 ескалаторів.
Пересадки:
- Автобуси: 16KH, 132, 132A, 132B, 132D, 132E, 132H, 133GP, 133Ü, E-10, KM18, KM25, KM27, KM28, KM29, KM37
- Маршрутки: Пендік - Орханли, Султанбейлі - Курткьой

| Попередня станція        | Лінія | Лінія                           | Лінія | Наступна станція                |
| ------------------------ | ----- | ------------------------------- | ----- | ------------------------------- |
| Яялар-Шейхлі до Кадикьой |       | M4 (Стамбульський метрополітен) |       | Аеропорт Стамбул-Сабіха Гьокчен |